# Syzygium micropodum
Syzygium micropodum là một loài thực vật có hoa trong Họ Đào kim nương. Loài này được (Baker) Labat & Schatz mô tả khoa học đầu tiên năm 2002.